# AI＊少女
《AI＊少女》是日本成人游戏公司ILLUSION于2019年10月25日发售的一款3D恋爱模拟游戏。2020年3月17日於Steam發售国际版，内含简繁中文及英文，受Steam法規限制而做出刪改，玩家可以在ILLUSION官網下載部分遭刪減部分的相關補丁。游戏背景设定在一座孤岛上，玩家与一群少女一起生活。在游戏中，玩家可以自定义少女的相貌和服饰，可以与游戏中的少女交流，也可以以多种性交体位和她们发生性关系。

## 外部連結
- 官方網站 （页面存档备份，存于）（日語）